# Philine caledonica
Philine caledonica is een slakkensoort uit de familie van de Philinidae. De wetenschappelijke naam van de soort is voor het eerst geldig gepubliceerd in 1951 door Risbec.